# الدوري الإنجليزي لكرة القدم 1955–56
الدوري الإنجليزي لكرة القدم 1955–56 (بالإنجليزية: 1955–56 Football League)‏ هو موسم من دوري كرة القدم الإنجليزي. فاز فيه مانشستر يونايتد.